# Orcadia ascophylli
Orcadia ascophylli är en svampart som beskrevs av G.K. Sutherl. 1915. Orcadia ascophylli ingår i släktet Orcadia, divisionen sporsäcksvampar och riket svampar.   Inga underarter finns listade i Catalogue of Life.